# 3509 Саншуй
3509 Саншуй (3509 Sanshui) — астероїд головного поясу, відкритий 28 жовтня 1978 року.
Тіссеранів параметр щодо Юпітера — 3,364.